# Seira knowltoni
Seira knowltoni är en urinsektsart som först beskrevs av John L. Wray 1953.  Seira knowltoni ingår i släktet Seira och familjen brokhoppstjärtar. Inga underarter finns listade i Catalogue of Life.